# バイイング・パワー
バイイング・パワーとは商業用語の一つ。チェーン店などとなっている大規模小売店が持っている、大きな販売力を背景とした大きな購買力や仕入れ力のことをバイイング・パワーと言う。つまり流通において小売店が持っている卸売業者に対する購買を行う上で発揮する力や、卸売業者に対する優位性である。バイイング・パワーが大きいことで小売店は安定した量の商品を常に消費者の元に届けることが可能となったり、市場そのものが合理的に運営できるようになったりする。1982年には独占禁止法でバイイング・パワーの濫用は不公正な取引方法であると定められた。